# Francisco Gil Hellín
Francisco Gil Hellín (Múrcia, Espanha, 2 de julho de 1940) é um ministro católico romano e arcebispo emérito de Burgos.
Francisco Gil Hellín recebeu o Sacramento da Ordem em 21 de junho de 1964.
Em 3 de abril de 1996, o Papa João Paulo II o nomeou Bispo Titular de Citium e o nomeou Secretário do Pontifício Conselho para a Família. O presidente do Pontifício Conselho para a Família, Cardeal Alfonso López Trujillo, o consagrou bispo em 1º de junho do mesmo ano; Os co-consagradores foram o Arcebispo de Valência, Agustín García-Gasco Vicente, e o Oficial da Secretaria de Estado da Santa Sé, Arcebispo da Curial Giovanni Battista Re. Em 28 de março de 2002, João Paulo II o nomeou Arcebispo de Burgos.
O Papa Francisco aceitou sua aposentadoria em 30 de outubro de 2015.
Em meados de janeiro de 2019, ele foi brevemente Administrador Apostólico da diocese vaga de Ciudad Rodrigo, mas foi substituído após apenas um dia.